# Transformadas de seno e de cosseno

As vibrações de uma corda de violino podem ser analisadas de forma mais simples através da transformada de seno do que através da transformada de Fourier.

Em matemática, a transformada de seno (ou transformada de Fourier de seno) e a transformada de cosseno (ou transformada de Fourier de cosseno) de uma função {\displaystyle f(x)} são as transformadas integrais definidas, respectivamente, pela parte imaginária e pela parte real da transformada de Fourier de {\displaystyle f(x)}.
Essas transformadas podem ser consideradas casos especiais da transformada de Fourier que aparecem naturalmente quando {\displaystyle f(x)} é uma função, respectivamente, ímpar ou par.
- A transformada de cosseno de uma função par concorda[nota 1] com a transformada de Fourier
- A transformada de seno de uma função ímpar concorda[nota 1] com a transformada de Fourier
- Mais geralmente, a transformada de cosseno/seno da parte par/ímpar de uma função é igual[nota 1] a 1/i vezes a parte par/ímpar da transformada de Fourier daquela função, se as componentes de frequência negativa forem desconsideradas.[nota 2][2]

Como os núcleos das transformações não possuem as propriedades notáveis da função exponencial complexa usada pela transformada de Fourier, as transformadas de seno e de cosseno são menos interessantes matematicamente; por outro lado, certas características as tornam adequadas para aplicação em problemas específicos, especialmente no caso das suas versões discretas.

## Definição
Como a transformada de Fourier é definida por
{\displaystyle F(\omega )={\mathcal {F}}(f)(\omega )=\int \limits _{-\infty }^{\infty }f(t)e^{-i\omega t}\,dt.}

Expandindo o integrando por meio da fórmula de Euler, obtemos a integral
{\displaystyle F(\omega )=\int \limits _{-\infty }^{\infty }f(t)(\cos \,{\omega t}-i\,\sin {\,\omega t})\,dt,}

que pode ser escrita como a soma de duas integrais
{\displaystyle F(\omega )=\int \limits _{-\infty }^{\infty }f(t)\cos \,{\omega t}\,dt-i\int \limits _{-\infty }^{\infty }f(t)\sin \,{\omega t}\,dt.}

Se {\displaystyle f(t)} for uma função ímpar, o produto f(t)cosωt será também uma função ímpar, enquanto que o produto f(t)sinωt será uma função par. Uma vez que a integral está sendo calculada em um intervalo simétrico em torno da origem (i.e. -∞ to +∞), a primeira integral deve ser igual a zero, e a segunda pode ser expressa de forma simplificada como
{\displaystyle F(\omega )=-i\int \limits _{0}^{\infty }f(t)\sin \,{\omega t}\,dt,}

que é a transformada de seno da função {\displaystyle f(t)}. Obviamente, a função resultante {\displaystyle F(}ω{\displaystyle )} será também uma função ímpar.

Raciocínio similar aplicado à transformada inversa de Fourier resulta em uma segunda transformada de seno
{\displaystyle f(t)=i\;{\frac {2}{\pi }}\int \limits _{0}^{\infty }F(\omega )\sin \,{\omega t}\,d\omega .}

Os fatores numéricos nas fórmulas das transformadas de Fourier são convencionais, por isso os multplicadores podem ser omitidos, resultando na forma mais comum das transformadas de seno e sua inversa
{\displaystyle {\mathcal {S}}\{f(t)\}\;=\;S(\omega )\;=\;\int \limits _{0}^{\infty }f(t)\sin \,{\omega t}\,dt\;\;\;\;\;(1a)}

e
{\displaystyle f(t)\;=\;{\mathcal {S}}^{-1}\{S(\omega )\}\;=\;{\frac {2}{\pi }}\int \limits _{0}^{\infty }S(\omega )\sin \,{\omega t}\,d\omega \;\;\;\;\;(1b)}

Se {\displaystyle f(t)} for uma função par, raciocínio similar resulta em
{\displaystyle {\mathcal {C}}\{f(t)\}\;=\;C(\omega )\;=\;\int \limits _{0}^{\infty }f(t)\cos \,{\omega t}\,dt\;\;\;\;\;(1c)}

que é a transformada de cosseno de {\displaystyle f(t)}, que é uma função par, e na fórmula da transformada inversa
{\displaystyle f(t)\;=\;{\mathcal {C}}^{-1}\{C(\omega )\}\;=\;{\frac {2}{\pi }}\int \limits _{0}^{\infty }C(\omega )\cos \,{\omega t}\,d\omega \;\;\;\;\;(1d)}

## Condições de existência
Para que as transformadas existam, é condição suficiente que
- f(t) seja absolutamente integrável no intervalo [0,∞]
- f'(t) seja contínua por partes no intervalo [0,∞]

Se essas condições são satisfeitas, então, se F(ω) = F{f(t)} é a transformada de seno ou de cosseno de f(t), e F-1{F(ω)} é a respectiva inversa, então
- F-1{F(ω)} é igual a f(t) em todo subintervalo de [0,∞] onde f(t) é contínua
- F-1{F(ω)} é igual à média de f(t-ε) e f(t+ε) em toda descontinuidade de f(t)

Condições suficientes mais fortes são requeridas para algumas das propriedades tratadas abaixo:
- f(t) seja absolutamente integrável no intervalo [0,∞]
- f(t) seja contínua por partes no intervalo [0,∞]

No que segue, trataremos esses dois conjuntos de condições por condições fracas e condições fortes de existência, respectivamente.

## Propriedades

### Escalamento no domínio do tempo[nota 4]
{\displaystyle {\mathcal {C}}\{f(at)\}\;=\;{\frac {1}{a}}\cdot C\left({\frac {\omega }{a}}\right)\qquad |\;a\;>\;0\;\;\;\;\;(2a)}
{\displaystyle {\mathcal {S}}\{f(at)\}\;=\;{\frac {1}{a}}\cdot S\left({\frac {\omega }{a}}\right)\qquad |\;a\;>\;0\;\;\;\;\;(2b)}

### Deslocamento do eixo do tempo
Se a é um número real positivo e fp(t) é uma função par tal que
- f(p(t) = f(|t|) no intervalo [-a,∞]
- f(p(t) atende às condições fortes de existência das transformadas no intervalo [-a,∞]

então f(p(t) é a extensão par de f(t) nesse intervalo, e valem as relações
{\displaystyle {\mathcal {C}}\{f_{p}(t\;+\;a)\;+\;f_{p}(t\;-\;a)\}\;=\;{\mathcal {C}}\{f(t\;+\;a)\;+\;f_{p}(|t\;-\;a|)\}\;=\;2\cdot \cos(a\omega )\cdot C(\omega )\;\;\;\;\;(2c)}
{\displaystyle {\mathcal {S}}\{f_{p}(t\;-\;a)\;-\;f_{p}(t\;+\;a)\}\;=\;{\mathcal {S}}\{f(|t\;-\;a|)\;-\;f_{p}(t\;+\;a)\}\;=\;2\cdot \sin(a\omega )\cdot C(\omega )\;\;\;\;\;(2d)}

Se, por outro lado, a é um número real positivo e fi(t) é uma função ímpar tal que
- f(i(t) = sgn(t)·f(|t|) no intervalo [-a,∞], onde sgn(t) é a função sinal
- f(i(t) atende às condições fortes de existência das transformadas no intervalo [-a,∞]

então f(p(t) é a extensão ímpar de f(t) nesse intervalo, e valem as relações
{\displaystyle {\mathcal {S}}\{f_{i}(t\;+\;a)\;+\;f_{i}(t\;-\;a)\}\;=\;2\cdot \cos(a\omega )\cdot S(\omega )\;\;\;\;\;(2e)}
{\displaystyle {\mathcal {C}}\{f_{i}(t\;+\;a)\;+\;f_{i}(t\;-\;a)\}\;=\;2\cdot \sin(a\omega )\cdot C(\omega )\;\;\;\;\;(2f)}

### Deslocamento do eixo da frequência
{\displaystyle {\mathcal {C}}\{f(t)\cdot \cos(at)\}\;=\;{\frac {1}{2}}\left[{\frac {}{}}C(\omega \;+\;a)\;+\;C(\omega \;-\;a)\right]\;\;\;\;\;(2g)}
{\displaystyle {\mathcal {C}}\{f(t)\cdot \sin(at)\}\;=\;{\frac {1}{2}}\left[{\frac {}{}}S(\omega \;+\;a)\;-\;S(\omega \;-\;a)\right]\;\;\;\;\;(2h)}
{\displaystyle {\mathcal {S}}\{f(t)\cdot \cos(at)\}\;=\;{\frac {1}{2}}\left[{\frac {}{}}S(\omega \;+\;a)\;+\;S(\omega \;-\;a)\right]\;\;\;\;\;(2i)}
{\displaystyle {\mathcal {S}}\{f(t)\cdot \sin(at)\}\;=\;{\frac {1}{2}}\left[{\frac {}{}}C(\omega \;+\;a)\;-\;C(\omega \;-\;a)\right]\;\;\;\;\;(2j)}

### Diferenciação no domínio do tempo
Se fn(t), com n em algarismos romanos, denota a derivada de ordem n de f(t), tkp denota uma das m(p) descontinuidades da derivada de ordem p de f(t) (com p < n, evidentemente, e p em algarismos romanos), e hkp denota a amplitude dessas descontinuidades, então valem as relações seguintes:
{\displaystyle h_{k}^{p}\;=\;f^{p}(t_{k}^{p}\;+\;\epsilon )\;-\;f^{p}(t_{k}^{p}\;-\;\epsilon )\;\;\;\;\;(2k)}
{\displaystyle {\mathcal {C}}\{f^{I}(t)\}\;=\;\omega S(\omega )\;-\;f(0)\;-\;\sum _{k\;=\;1}^{m}h_{k}\cos(\omega t_{k})}
{\displaystyle {\mathcal {C}}\{f^{II}(t)\}\;=\;-\omega ^{2}C(\omega )\;-\;f^{I}(0)\;-\;\omega \sum _{k\;=\;1}^{m}h_{k}\sin(\omega t_{k})\;-\;\sum _{k\;=\;1}^{m(I)}h_{k}^{I}\cos(\omega t_{k})}
{\displaystyle {\mathcal {C}}\{f^{III}(t)\}\;=\;-\omega ^{3}S(\omega )\;+\;\omega ^{2}f(0)\;-\;f^{II}(0)\;+\;\omega ^{2}\sum _{k\;=\;1}^{m}h_{k}\omega \cos(\omega t_{k})\;+\;\omega \sum _{k\;=\;1}^{m(I)}h_{k}^{I}\sin(\omega t_{k})\;-\;\sum _{k\;=\;1}^{m(II)}h_{k}^{II}\cos(\omega t_{k})}
{\displaystyle {\mathcal {C}}\{f^{IV}(t)\}\;=\;\omega ^{4}C(\omega )\;+\;\omega ^{2}f^{I}(0)\;-\;f^{III}(0)\;+\;\omega ^{3}\sum _{k\;=\;1}^{m}h_{k}\omega \sin(\omega t_{k})\;+\;\omega ^{2}\sum _{k\;=\;1}^{m(I)}h_{k}^{I}\cos(\omega t_{k})\;-\;...}

e assim por diante; para a transformada de seno:
{\displaystyle {\mathcal {S}}\{f^{I}(t)\}\;=\;\omega C(\omega )\;+\;\sum _{k\;=\;1}^{m}h_{k}\sin(\omega t_{k})}
{\displaystyle {\mathcal {S}}\{f^{II}(t)\}\;=\;-\omega ^{2}S(\omega )\;+\;\omega f(0)\;-\;\omega \sum _{k\;=\;1}^{m}h_{k}\cos(\omega t_{k})\;+\;\sum _{k\;=\;1}^{m(I)}h_{k}^{I}\sin(\omega t_{k})}
{\displaystyle {\mathcal {C}}\{f^{III}(t)\}\;=\;-\omega ^{3}C(\omega )\;+\;\omega ^{2}f(0)\;-\;f^{II}(0)\;+\;\omega ^{2}\sum _{k\;=\;1}^{m}h_{k}\omega \sin(\omega t_{k})\;-\;\omega \sum _{k\;=\;1}^{m(I)}h_{k}^{I}\cos(\omega t_{k})\;-\;\sum _{k\;=\;1}^{m(II)}h_{k}^{II}\sin(\omega t_{k})}
{\displaystyle {\mathcal {C}}\{f^{IV}(t)\}\;=\;\omega ^{4}S(\omega )\;-\;\omega ^{3}f(0)\;+\;\omega f^{II}(0)\;-\;\omega ^{3}\sum _{k\;=\;1}^{m}h_{k}\omega \cos(\omega t_{k})\;+\;\omega ^{2}\sum _{k\;=\;1}^{m(I)}h_{k}^{I}\sin(\omega t_{k})\;+\;...}

e assim por diante.

### Integração no domínio do tempo
{\displaystyle {\mathcal {C}}\left\{\int _{t}^{\infty }f(t)\;dt\right\}\;=\;{\frac {1}{\omega }}S(\omega )\;\;\;\;\;(2n)}
{\displaystyle {\mathcal {S}}\left\{\int _{0}^{t}f(t)\;dt\right\}\;=\;{\frac {1}{\omega }}C(\omega )\;\;\;\;\;(2o)}

também neste caso f(t() precisa atender às condições fortes de existência das transformadas.

### Integração no domínio da frequência
{\displaystyle {\mathcal {S}}^{-1}\left\{\int _{\omega }^{\infty }C(\omega )\;d\omega \right\}\;=\;-{\frac {1}{t}}f(t)\;\;\;\;\;(2p)}
{\displaystyle {\mathcal {C}}^{-1}\left\{\int _{\omega }^{\infty }S(\omega )\;d\omega \right\}\;=\;{\frac {1}{t}}f(t)\;\;\;\;\;(2q)}

também neste caso f(t() precisa atender às condições fortes de existência das transformadas.

### Potências de t
{\displaystyle {\mathcal {C}}\{t^{2n}\cdot f(t)\}\;=\;(-1)^{n}\;{\frac {d^{2n}}{d\omega ^{2n}}}\;C(\omega )}
{\displaystyle {\mathcal {C}}\{t^{2n\;+\;1}\cdot f(t)\}\;=\;(-1)^{n\;+\;1}\;{\frac {d^{2n\;+\;1}}{d\omega ^{2n\;+\;1}}}\;S(\omega )\quad |\;n\;>\;0\;\;\;\;\;(2r)}
{\displaystyle {\mathcal {S}}\{t^{2n}\cdot f(t)\}\;=\;(-1)^{n}\;{\frac {d^{2n}}{d\omega ^{2n}}}\;S(\omega )}
{\displaystyle {\mathcal {S}}\{t^{2n\;+\;1}\cdot f(t)\}\;=\;(-1)^{n\;+\;1}\;{\frac {d^{2n\;+\;1}}{d\omega ^{2n\;+\;1}}}\;C(\omega )\quad |\;n\;>\;0\;\;\;\;\;(2s)}

onde {\displaystyle {\frac {d^{p}}{d\omega ^{p}}}\;F(\omega )} denota a derivada de ordem p de F(ω). As funções a ser transformadas em cada caso devem atender às condições fortes de existência das transformadas.

### Lema de Riemann-Lebesgue
A formulação do lema de Riemann-Lebesgue para essas transformadas é a seguinte:
{\displaystyle \lim _{\omega \to \infty }C(\omega )\;=\;\lim _{\omega \to \infty }S(\omega )\;=\;0\;\;\;\;\;(2t)}

Aqui também é necessário que f(t) atenda às condições fortes de existência das transformadas.

### Convolução
Se f(t) e g(t) atendem às condições (fracas) para existência das respectivas transformadas de cosseno, e fp(t) e gp são uma funções pares tal que
- f(p(t) = f(|t|) no intervalo [-∞,∞]
- g(p(t) = g(|t|) no intervalo [-∞,∞]

então f(p(t) e g(p(t) são as extensões pares de f(t) e g(t), respectivamente, nesse intervalo, e vale a relação
{\displaystyle {\mathcal {C}}\{f_{p}(t)\;*\;g_{p}(t)\}\;=\;2\cdot {\mathcal {C}}\{f(t)\}\cdot {\mathcal {C}}\{g(t)\}\;\;\;\;\;(2u)}

onde o símbolo * denota a convolução de duas funções.

Além disso, se f(t) e g(t) atendem às condições (fracas) para existência das respectivas transformadas de cosseno, e fi(t) e gi são uma funções pares tal que
- f(i(t) = sgn(t)·f(|t|) no intervalo [-∞,∞], onde sgn(t) é a função sinal
- g(i(t) = sgn(t)·g(|t|) no intervalo [-∞,∞]

então f(i(t) e g(i(t) são as extensões ímpares de f(t) e g(t), respectivamente, nesse intervalo, e vale a relação
{\displaystyle {\mathcal {C}}\{f_{i}(t)\;*\;g_{i}(t)\}\;=\;2\cdot {\mathcal {S}}\{f(t)\}\cdot {\mathcal {S}}\{g(t)\}\;\;\;\;\;(2v)}

## Relação com a Transformada de Fourier
A partir das expressões (1a) a (1d), pode-se escrever
{\displaystyle {\mathcal {F}}\{f(t)\cdot u(t)\}\;=\;{\frac {1}{2}}\left[{\frac {}{}}C(\omega )\;-\;iS(\omega )\right]\;\;\;\;\;(3a)}

onde u(t) é a função degrau unitário.
{\displaystyle C(\omega )\;=\;{\mathcal {F}}\{f(t)\;+\;f(-t)\}\;\;\;\;\;(3b)}
{\displaystyle S(\omega )\;=\;i\cdot {\mathcal {F}}\{f(t)\;-\;f(-t)\}\;\;\;\;\;(3c)}

## Tabelas de transformadas de seno e de cosseno
| {\displaystyle f(t)}                                                                                      | {\displaystyle S(\omega )} |
| --- | --- |
| {\displaystyle rect\left({\frac {t}{a}}\;-\;1\right)}                                                     | {\displaystyle {\frac {1}{\omega }}\left[1\;-\;\cos(a\omega )\right]}                                                                                        |
| {\displaystyle tri\left({\frac {t}{a}}\;-\;1\right)}                                                      | {\displaystyle {\frac {1}{a\omega ^{2}}}\left[{\frac {}{}}2\sin(a\omega )\;-\;\sin(2a\omega )\right]}                                                        |
| {\displaystyle {\frac {1}{t}}\cdot u(t\;-\;a)}                                                            | {\displaystyle -Ci(a\omega )} |
| {\displaystyle {\frac {1}{\sqrt {t}}}}                                                                    | {\displaystyle {\sqrt {\frac {\pi }{2\omega }}}} |
| {\displaystyle {\frac {1}{z\;+\;t}}}                                                                      | {\displaystyle \sin(a\omega )\cdot Ci(a\omega )\;-\;\cos(a\omega )\cdot si(a\omega )}                                                                        |
| {\displaystyle {\frac {1}{a^{2}\;+\;t^{2}}}}                                                              | {\displaystyle {\frac {1}{2a}}\left[e^{-a\omega }\cdot {\bar {Ei}}(a\omega )\;-\;e^{a\omega }\cdot Ei(-a\omega )\right]}                                     |
| {\displaystyle {\frac {1}{a^{2}\;-\;t^{2}}}}                                                              | {\displaystyle {\frac {1}{a}}\left[\sin(a\omega )\cdot Ci(a\omega )\;-\;\cos(a\omega )\cdot Si(a\omega )\right]}                                             |
| {\displaystyle {\frac {b}{b^{2}\;+\;(a\;-\;t)^{2}}}}                                                      | {\displaystyle \pi \sin(a\omega )\cdot e^{-b\omega }} |
| {\displaystyle {\frac {a\;+\;t}{b^{2}\;+\;(a\;+\;t)^{2}}}\;-\;{\frac {a\;-\;t}{b^{2}\;+\;(a\;-\;t)^{2}}}} | {\displaystyle \pi \sin(a\omega )\cdot e^{-b\omega }} |
| {\displaystyle e^{-bt}}                                                                                   | {\displaystyle {\frac {\omega }{b^{2}\;+\;\omega ^{2}}}} |
| {\displaystyle \ln \left({\frac {t\;+\;a}{t\;-\;a}}\right)}                                               | {\displaystyle {\frac {\pi }{\omega }}\sin(a\omega )} |
| {\displaystyle {\frac {\sin(at)}{t}}}                                                                     | {\displaystyle {\frac {1}{2}}\;\ln \left({\frac {\omega \;+\;a}{\omega \;-\;a}}\right)}                                                                      |
| {\displaystyle {\frac {e^{-dt}\cdot \sin(ct)}{t}}}                                                        | {\displaystyle {\frac {1}{4}}\ln \left({\frac {b^{2}\;+\;(\omega \;+\;a)^{2}}{b^{2}\;+\;(\omega \;-\;a)^{2}}}\right)}                                        |
| {\displaystyle e^{-dt}\cdot \cos(ct)}                                                                     | {\displaystyle {\frac {1}{2}}\left[{\frac {\omega \;-\;a}{b^{2}\;+\;(\omega \;-\;a)^{2}}}\;+\;{\frac {\omega \;+\;a}{b^{2}\;+\;(\omega \;+\;a)^{2}}}\right]} |
| {\displaystyle si(at)}                                                                                    | {\displaystyle -{\frac {\pi }{2\omega }}\qquad \|\;\omega \;>\;a}                                                                                            |
| {\displaystyle Ei(-at)}                                                                                   | {\displaystyle -{\frac {1}{2\omega }}\ln \left({\frac {\omega ^{2}}{a^{2}}}\;+\;1\right)}                                                                    |

| {\displaystyle f(t)} | {\displaystyle C(\omega )} |
| --- | --- |
| {\displaystyle rect\left({\frac {t}{a}}\;-\;1\right)} | {\displaystyle {\frac {1}{\omega }}\sin(a\omega )}                                                                                                   |
| {\displaystyle tri\left({\frac {t}{a}}\;-\;1\right)} | {\displaystyle {\frac {1}{a\omega ^{2}}}\left[{\frac {}{}}2\cos(a\omega )\;-\;\cos(2a\omega )\right]}                                                |
| {\displaystyle {\frac {1}{t}}\cdot u(t\;-\;a)} | {\displaystyle -si(a\omega )} |
| {\displaystyle {\frac {1}{\sqrt {t}}}} | {\displaystyle {\sqrt {\frac {\pi }{2\omega }}}} |
| {\displaystyle {\frac {1}{z\;+\;t}}} | {\displaystyle -\cos(a\omega )\cdot Ci(a\omega )\;-\;\sin(a\omega )\cdot si(a\omega )}                                                               |
| {\displaystyle {\frac {1}{b^{2}\;+\;t^{2}}}} | {\displaystyle {\frac {\pi }{2b}}\;e^{-b\omega }} |
| {\displaystyle {\frac {1}{a^{2}\;-\;t^{2}}}} | {\displaystyle {\frac {\pi }{2a}}\sin(a\omega )} |
| {\displaystyle {\frac {d}{d^{2}\;+\;(c\;-\;t)^{2}}}\;+\;{\frac {d}{d^{2}\;+\;(c\;+\;t)^{2}}}} | {\displaystyle \pi \cos(c\omega )\cdot e^{-d\omega }}                                                                                                |
| {\displaystyle {\frac {c\;-\;t}{d^{2}\;+\;(c\;-\;t)^{2}}}\;+\;{\frac {c\;+\;t}{d^{2}\;+\;(c\;+\;t)^{2}}}} | {\displaystyle \pi \sin(c\omega )\cdot e^{-d\omega }}                                                                                                |
| {\displaystyle e^{-bt}} | {\displaystyle {\frac {b}{b^{2}\;+\;\omega ^{2}}}}                                                                                                   |
| {\displaystyle e^{-bt^{2}}} | {\displaystyle {\frac {1}{2}}{\sqrt {\frac {\pi }{b}}}\;e^{\frac {\omega ^{2}}{4b}}}                                                                 |
| {\displaystyle {\frac {1}{t}}\;\left(e^{-bt}\;-\;e^{-ht}\right)} | {\displaystyle {\frac {1}{2}}\ln \left({\frac {h^{2}\;+\;\omega ^{2}}{b^{2}\;+\;\omega ^{2}}}\right)}                                                |
| {\displaystyle sinc(t)} | {\displaystyle {\frac {\pi }{2a}}u(a-\omega )} |
| {\displaystyle e^{-bt}\cdot \sin(at)} | {\displaystyle {\frac {1}{2}}\left[{a\;+\;\omega }{b^{2}\;+\;(a\;+\;\omega )^{2}}\;+\;{\frac {a\;-\;\omega }{b^{2}\;-\;(a\;-\;\omega )^{2}}}\right]} |
| {\displaystyle e^{-dt}\cdot \sin(ct)} | {\displaystyle {\frac {d}{2}}\left[{\frac {1}{b^{2}\;+\;(a\;+\;\omega )^{2}}}\;+\;{\frac {1}{b^{2}\;-\;(a\;-\;\omega )^{2}}}\right]}                 |
| {\displaystyle si(at)} | {\displaystyle -{\frac {1}{2\omega }}\ln \left({\frac {\omega \;+\;a}{\omega \;-\;a}}\right)}                                                        |
| {\displaystyle Ci(at)} | {\displaystyle -{\frac {\pi }{2\omega }}\qquad \|\;\omega \;>\;a}                                                                                    |
| {\displaystyle Ei(-at)} | {\displaystyle -{\frac {1}{\omega }}\arctan \left({\frac {\omega }{a}}\right)}                                                                       |
| onde: - {\displaystyle u(x)\,} é a função degrau unitário - {\displaystyle Ci(x)\,} é a função cosseno integral - {\displaystyle Si(x)\,} é a função seno integral - {\displaystyle si(x)\,} está relacionada à função Si(x) - {\displaystyle Ei(x)\,} é a função exponencial integral - {\displaystyle {\bar {Ei}}(x)\,} está relacionada à função Ei(x) - {\displaystyle rect(x)\,} é a função retangular - {\displaystyle tri(x)\,} é a função triangular - {\displaystyle sinc(x)\,} é a função seno cardinal - {\displaystyle a\in {\mathcal {R}}\;\|\;a\;>\;0\,} - {\displaystyle b,h\in {\mathcal {C}}\;\|\;\Re \{b\}\;>\;0\,} - {\displaystyle c,d\in {\mathcal {C}}\;\|\;\Im \{c\}\;<\;\Re \{d\}\,} - {\displaystyle z\in {\mathcal {C}}\;\|\;0\;\leq \;Arg(z)\;<\;\pi \,} | |

## Exemplos de aplicação

### Análise de vibrações sob condições específicas
Uma corda de violino, afastada da posição de repouso em um ponto qualquer diferente do centro, experimentará vibrações após liberada. Chamemos y(x,t) à distância da corda em relação à posição de repouso em um dado ponto x qualquer e em um instante dado t. Sempre se pode escolher um sistema de coordenadas em que o comprimento da mesma é unitário; da mesma forma, a amplitude do deslocamento inicial produzido pode ser feita unitária. Seja x = b a posição em que foi inserida a perturbação. A corda estará sujeita à condição de contorno y(0,t) = y(1,t) = 0 para todo t, e podemos escrever

{\displaystyle y(x,0)\;=\;\left\{{\begin{matrix}0&:&x\;<\;0\\{\frac {x}{b}}&:&0\;<\;x\;<\;b\\\\{\frac {1\;-\;x}{1\;-\;b}}&:&b\;<\;x\;<\;1\\\\0&:&x\;>\;1\end{matrix}}\right.}

A transformada de seno de y(x,t) é, de acordo com a definição (1a)

{\displaystyle {\mathcal {F}}\{y(x,0)\}\;=\;Y(\omega )\;=\;\int _{0}^{\infty }y(x,0)\cdot \sin(\omega x)\;dx}

{\displaystyle Y(\omega )\;=\;\int _{0}^{b}{\frac {x}{b}}\cdot \sin(\omega x)\;dx\;+\;\int _{b}^{1}{\frac {1\;-\;x}{1\;-\;b}}\cdot \sin(\omega x)\;dx\;=\;{\frac {1}{b}}\left.\left[{\frac {\sin(\omega x)}{\omega ^{2}}}\;-\;{\frac {x\cos(\omega x)}{\omega }}\right]\right|_{0}^{b}\;+\;\left.{\frac {x}{1\;-\;b}}\right|_{b}^{1}\;-\;{\frac {1}{1\;-\;b}}\left.\left[{\frac {\sin(\omega x)}{\omega ^{2}}}\;-\;{\frac {x\cos(\omega x)}{\omega }}\right]\right|_{b}^{1}}

{\displaystyle Y(\omega )\;=\;{\frac {1}{b}}\left[{\frac {\sin(\omega b)}{\omega ^{2}}}\;-\;{\frac {b\cos(\omega b)}{\omega }}\right]\;+\;{\frac {1\;-\;b}{1\;-\;b}}\;-\;{\frac {1}{1\;-\;b}}\left[{\frac {\sin(\omega )}{\omega ^{2}}}\;-\;{\frac {\cos(\omega )}{\omega }}\;-\;{\frac {\sin(\omega b)}{\omega ^{2}}}\;+\;{\frac {b\cos(\omega b)}{\omega }}\right]}

{\displaystyle Y(\omega )\;=\;1\;+\;\left({\frac {1}{b\omega ^{2}(1\;-\;b)}}\right)\cdot \left({\frac {}{}}(1\;-\ b)\left[\sin(\omega b)\;-\;\omega b\cos(\omega b)\right]\;-\;\left[b\sin(\omega )\;-\;\omega b\cos(\omega )\;-\;b\sin(\omega b)\;+\;\omega b^{2}\cos(\omega b)\right]\right)}

{\displaystyle Y(\omega )\;=\;1\;+\;\left({\frac {1}{b\omega ^{2}(1\;-\;b)}}\right)\cdot \left({\frac {}{}}\sin(\omega b)\;-\;\omega b\cos(\omega b)\;-\;b\sin(\omega )\;+\;\omega b\cos(\omega )\right)}

que só envolve coeficientes reais e é mais simples que a transformada de Fourier de y(x,0).
Neste exemplo as condições de contorno levaram à escolha natural da transformada de seno. Um exemplo em que a transformada de cosseno seria a escolha natural é a análise de ondas estacionárias em um canal fechado em ambas as extremidades.

### Solução de equação diferencial parcial sob condições específicas
Seja a equação diferencial parcial

{\displaystyle {\frac {\partial }{\partial t}}\;u(x,t)\;+\;{\frac {\partial ^{2}}{\partial x}}\;u(x,t)\;=\;h(x,t)}

onde u é a função de duas variáveis, x e t, que se deseja encontrar, e as condições de contorno são u(x,0) = f(x) e u(0,t) = g(t), sendo dadas as funções h(x,t), f(x) e g(t). Aplicando-se a transformação de seno em relação à variável x, e em vista das propriedades (2m), teremos

{\displaystyle {\frac {\partial }{\partial t}}\;U(\omega ,t)\;+\;\omega ^{2}U(\omega ,t)\;-\;\omega \cdot g(t)\;=\;H(\omega ,t)}

onde U(ω,t) e H(ω,t) são as transformadas de seno de u(x,t) e h(x,t), respectivamente. Resolvendo-se a equação para U(ω,t)

{\displaystyle U(\omega ,t)\cdot e^{\omega ^{2}t}\;=\;\int _{0}^{t}\left[\omega \cdot g(\tau )\;+\;H(\omega ,\tau )\right]e^{\omega ^{2}\tau }\;d\tau \;+\;C_{1}}

onde C1 é uma constante de integração. Fazendo-se t = 0 nesta última equação, teremos {\displaystyle U(\omega ,0)\;=\;C_{1}\;=\;F(\omega )}, onde F(ω) é a transformada de seno de f(x). Assim,

{\displaystyle U(\omega ,t)\;=\;e^{-\omega ^{2}t}\left(\int _{0}^{t}\left[\omega \cdot g(\tau )\;+\;H(\omega ,\tau )\right]e^{\omega ^{2}\tau }\;d\tau \;+\;F(\omega )\right)}

e u(x,t) é obtida a partir da aplicação da transformada inversa de seno a esta última equação.

### Solução de equação diferencial ordinária sob condições específicas
Seja a equação diferencial de segunda ordem

{\displaystyle x''(t)\;+\;\lambda x(t)\;=\;f(t)}

onde λ é uma constante, com condições de contorno x'(0) = 0 e x(∞) = 0, e sendo dada a função f(t)

{\displaystyle f(t)\;=\;\left\{{\begin{matrix}0&:&t\;\leq \;0\\A&:&0\;<\;t\;<\;b\\0&:&t\;\geq \;b\end{matrix}}\right.\;=\;A\left[{\frac {}{}}1\;-\;u(t-b)\right]}

onde u(x) é a função degrau unitário. Aplicando-se a transformação de cosseno às equações, e em vista das propriedades (2l), teremos

{\displaystyle -\omega ^{2}X(\omega )\;-\;\lambda ^{2}X(\omega )\;=\;{\frac {A}{\omega }}\sin(\omega b)}

onde X(ω) é a transformada de cosseno de x(t). Resolvendo-se para X(ω), tem-se

{\displaystyle X(\omega )\;=\;{\frac {A}{\lambda ^{2}}}\left[{\frac {\omega \sin(\omega b)}{\omega ^{2}\;+\;\lambda ^{2}}}\;-\;{\frac {\sin(\omega b)}{\omega }}\right]}

A aplicação da transformada inversa fornece a resposta

{\displaystyle X(\omega )\;=\;\left\{{\begin{matrix}{\frac {A}{\lambda ^{2}}}\left[e^{-\lambda b}\cosh(\lambda t)\;-\;1\right]&:&t\;<\;b\\\\-{\frac {A}{\lambda ^{2}}}e^{-\lambda t}\sinh(\lambda b)&:&t\;>\;b\end{matrix}}\right.}
As condições de contorno favoreceram o uso da transformada de cosseno; confrontar essas condições com as dos exemplos anteriores, que favoreceram o uso da transformada de seno. A solução por meio daquela transformação evitou o emprego de números complexos, que seriam usados se fosse escolhida em seu lugar a transformada de Fourier.

## Transformações relacionadas

### As transformadas discretas de seno e de cosseno
Em aplicações práticas, as transformadas são aplicadas não a funções contínuas do tempo, e sim a amostras de tais funções. Os dados obtidos têm duração finita e natureza discreta, tanto no tempo quanto na amplitude. A esses conjuntos de dados aplicam-se as versões discretas das transformações: a transformada discreta de seno (DST, do inglês Discrete Sine Transform) e a  transformada discreta de cosseno (DCT, do inglês Discrete Cosine Transform). Na verdade, podem-se definir 4 tipos diferentes para cada uma delas, de acordo com critérios diversos; essas transformadas são denotadas de duas formas diferentes: DST1, DST2, DST3 e assim por diante, ou então DST-I, DST-II, DST-III e assim por diante, dependendo do autor.

### Transformações multidimensionais
Assim como a transformada de Fourier, as transformadas de seno e de cosseno podem ser estendidas para um maior número de dimensões de forma simples. Transformações bidimensionais encontram aplicação em diversas áreas, como processamento de imagem, por exemplo.

### Transformações especiais
O processamento digital, especialmente quando combinado com algum tipo de compressão, pode introduzir artefatos perceptíveis, como na imagem à esquerda (a imagem à direita é o original) na foto ao lado. Transformações especiais, como a transformada discreta modificada de cosseno e a transformada discreta local de seno, foram desenvolvidas de forma a diminuir tais distorções. Essas transformadas se enquadram na categoria de transformadas superpostas (ing. lapped transforms).